# Лонкта (Великопольське воєводство)
Лонкта (пол. Łąkta, нім. Lonkta) — село в Польщі, у гміні Равич Равицького повіту Великопольського воєводства.
Населення — 141 особа (2011).
У 1975-1998 роках село належало до Лешненського воєводства.

## Демографія
Демографічна структура станом на 31 березня 2011 року:
|          | Загалом | Допрацездатний вік | Працездатний вік | Постпрацездатний вік |
| -------- | ------- | ------------------ | ---------------- | -------------------- |
| Чоловіки | 73      | 19                 | 47               | 7                    |
| Жінки    | 68      | 12                 | 41               | 15                   |
| Разом    | 141     | 31                 | 88               | 22                   |